# Adenike Titilope Oladosu
Adenike Titilope Oladosu (ioruba: Adenike Oladosu)  (Ogbomosho i Abuja, 1994) és una activista climàtica nigeriana i iniciadora de la vaga escolar pel clima a Nigèria. Ha mostrat la seva acció climàtica en conferències internacionals com la Conferència de les Nacions Unides sobre el Canvi Climàtic, el Fòrum Econòmic Mundial i el festival Elevate a Graz-Àustria.
El desembre de 2019, Oladosu va assistir a la trobada de la COP25 a Espanya com a jove diplomàtica nigeriana on va pronunciar un discurs commovedor sobre el canvi climàtic a Àfrica i com influeix en les vides.

## Biografia
Oladosu és de la ciutat d'Ogbomosho a l'estat d'Oyo, Nigèria. Va ser educada a l'escola secundària del govern de Gwagwalada, Abuja. Després va anar a la Universitat Federal d'Agricultura, Markurdi, on va obtenir un títol de primer grau en Economia Agrària.
Adenike Oladosu és una de les activistes ambientals més vocals d'Àfrica. Oladosu es va adonar que hi havia una manca de coneixement sobre el canvi climàtic al continent. Així que va iniciar el seu propi moviment panafricà per la justícia climàtica.
El 2019, va ser nominada per a la primera cimera de la joventut sobre el clima de l'ONU a Nova York. Reconeguda per UNICEF Nigèria com una jove creadora de canvis, lidera un moviment de base anomenat ILeadClimate, que defensa la restauració del llac Txad i la participació dels joves en la justícia climàtica a través de l'educació. També ha estat reconeguda per l'Human Impact Institute (EUA) com una de les 12 dones que defensen l'acció climàtica a les comunitats rurals.

## Premis i reconeixements
- Amnistia Internacional ha nomenat una de les 22 veus diverses per seguir a Twitter aquest Dia de la Terra.[14]
- 15 ambaixadora del centre climàtic de la joventut africana.[15]
- Amnistia Nigèria li ha concedit el màxim premi de drets humans per la seva lluita per la justícia climàtica.[6]
- El desembre de 2024, Adenike Oladosu va ser inclosa a la llista de les 100 dones de la BBC.[16]